# Черніков Олександр Євгенович
Олександр Євгенович Черніков (рос. Александр Евгеньевич Черников, нар. 1 лютого 2000, Висєлки, Краснодарський край, Росія) — російський футболіст, опорний півзахисник клубу «Краснодар» та національної збірної Росії.

## Ігрова кар'єра

### Клубна
Олександр Черніков є вихованцем футбольної академії клубу «Краснодар». З березня 2018 року Черніков є основним гравцем основи дублюючого складу «Краснодара», який грав у ФНЛ.
Пергу гру в головній команді «Краснодара» Черніков зіграв у вересні 2019 року у матчі Кубка країни. У чемпіонаті Росії футболіст провів 1 березня 2020 року, коли вийшов у стартовому складі на матч проти «Уфи».

### Збірна
У 2021 році Олександр Черніков провів одну гру у складі молодіжної збірної Росії. Також восени 2021 року футболіст отримав виклик до національної збірної Росії на матчі відбору до чемпіонату світу 2022 року.

## Титули
Краснодар
 Чемпіон Росії: 2024/25